# Montellà i Martinet
Montellà i Martinet är en kommun i Spanien.   Den ligger i provinsen Província de Lleida och regionen Katalonien, i den nordöstra delen av landet, 500 km öster om huvudstaden Madrid. Antalet invånare är 683. Arean är 55 kvadratkilometer. Montellà i Martinet gränsar till Lles de Cerdanya, Prullans, Bellver de Cerdanya, Gisclareny, Bagà, Cava, El Pont de Bar och Josa i Tuixén. 
Terrängen i Montellà i Martinet är kuperad åt nordost, men åt sydväst är den bergig.
Montellà i Martinet delas in i:
- Víllec i Estana